# Нау Ніхал Сінґх
Нау Ніхал Сінґх (11 лютого 1820 — 6 листопада 1840) — правитель держави Сикхів. Усунув від влади та ув'язнив свого батька, Кхарака Сінґха. Був убитий наступного дня після церемонії кремації свого померлого батька.